# Parasemia japonica
Parasemia japonica là một loài bướm đêm thuộc phân họ Arctiinae, họ Erebidae.